# راشد مال الله
راشد مال الله (مواليد 9 ديسمبر 1987، لاعب كرة قدم إماراتي يجيد اللعب كمدافع.
لعب مع نادي الفجيرة في الفئات السنية و لعب بعدها مع نادي اتحاد كلباء ونادي بني ياسو نادي النصر ونادي عجمان.